# Søren Egerod
Søren Christian Egerod (* 8. Juli 1923 in Kopenhagen (Brønshøj); † 21. April 1995 ebenda) war ein dänischer Linguist, Sinologe und Hochschullehrer für ostasiatische Sprachen an der Universität von Kopenhagen von 1958 an bis zu seiner Emeritierung 1993.

## Leben und Wirken
Er war der Sohn des Gemeindelehrers und späteren Schulleiters Oluf Carl Egerod (1888–1968) und dessen Ehefrau Ellen Eugenie Kierulf Abrahamsen (1890–1980). Egerod besuchte zunächst die Metropolitanskolen in Struenseegade (Nørrebro nordwestlich in Kopenhagen). Schon in jener Zeit beschäftigte er sich mit den Sprachen. So studierte er mit großem Interesse Sanskrit. 1945 bestand er die Vorbereitungsteste in Klassischer Philologie und so absolvierte er 1948 den fil.kand. an den Universitäten von Stockholm und Uppsala in den Bereichen Sinologie, Altgriechisch und Sanskrit. 1952 erhielt er den akademischen Abschluss eines fil.lic. für Sinologie an der Universität Stockholm und 1956 wurde er zum Dr. phil. an der Universität von Kopenhagen promoviert. Neben diesem formalen Werdegang studierte er weiterhin die klassische Philologie.
1945 ging Egerod für ein Jahr nach Paris, wo er sein sinologischen Studien fortsetzte und sich auch mit der allgemeinen Linguistik zu beschäftigen begann. Er war dort Schüler von Paul Demiéville an der École nationale des langues orientales vivantes. Nach seinem Frankreichaufenthalt schrieb er sich 1946 wieder an der Universität Stockholm ein und wurde Schüler von Bernhard Karlgren.
1948 war Egerod Mitglied der Rockefeller Foundation Scholarship. Er benutzte das Stipendium seine Kenntnisse in der chinesischen Sprache, so der chinesischen Sprachwissenschaft, den chinesischen Dialekten aber auch der Poesie auszubauen. Insgesamt blieb er vier Jahre in China und den Vereinigten Staaten von Amerika. 1956 erhielt Egerod ein Guggenheim-Stipendium.
Wegen seiner Kritik an der chinesischen Regierung nach der Kulturrevolution wurde ihm bis 1970 der Zugang zu dem Land verwehrt. Stattdessen studierte er Chinesisch in Taiwan und in anderen Ländern in Südostasien.
Søren Egerod genoss großen Respekt in der internationalen Forschungsgemeinschaft. Dies war nicht nur in seinen umfangreichen und fundierten Publikationen begründet, sondern auch in seiner Arbeit als Lehrer, Berater und Dozent.
Seine Zeit in Berkeley, seine Gastprofessuren, seine zahllosen Vorträgen und seine vielen anderen Aktivitäten trugen dazu bei, dass er eine außerordentliche Reputation rund um den Globus hielt. Er bekam die Ehrendoktorwürde der Universität von Lund verliehen und war Kommandeur des Ordens von Dannebrogorden. Außerdem war er einer der wenigen, die über die Zeit hinweg auch in der Lage waren und ernst genommen wurden um Noam Chomsky direkt zu kritisieren.
Er war Mitglied der Königlich Dänischen Akademie der Wissenschaften (seit 1971), der Norwegischen Akademie der Wissenschaft (seit 1986) sowie der Königlich Schwedischen Akademie der Wissenschaften.

## Werke (Auswahl)
- Atayal-English Dictionary. (Scandinavian Institute of Asian Studies Monograph), Routledge/Curzon, 1980, ISBN 0-7007-0117-6
- The Lungtu dialect: a descriptive and historical study of a south Chinese idiom. Ejnar Munksgaard, 1956
- Far Eastern Languages. In: Sydney M. Lamb; E. Douglas Mitchell: Sprung from Some Common Source. Investigations into the Prehistory of Languages. Stanford University Press, 1991.